# Tim Peters
Tim Ulrich Peters (* 1973 in Hamburg) ist ein deutscher Jurist und Politiker der CDU. Seit 2013 ist er Vorsitzender des CDU-Verbands Brüssel-Belgien.

## Beruflicher Werdegang
Peters studierte von 1995 bis 2001 Rechtswissenschaften an der Technischen Universität Dresden, der Universität Paris-Nanterre und der Humboldt-Universität zu Berlin. Nach Ablegung der Licence en droit (Frankreich, 1998) und des Ersten Juristischen Staatsexamens (2001) arbeitete er als wissenschaftlicher Mitarbeiter bei der Wirtschaftskanzlei Freshfields Bruckhaus Deringer und beim Justiziar der CDU/CSU-Fraktion Ronald Pofalla im Deutschen Bundestag. Anschließend studierte er Politikwissenschaften an der Technischen Universität Chemnitz. 2005 wurde er durch die Hanns-Seidel-Stiftung am Promotionskolleg „Politischer Extremismus und Parteien“ gefördert und bei dem Extremismusforscher Eckhard Jesse mit seiner Arbeit Der Antifaschismus der PDS. Ursachen und Wirkungen zum Dr. phil. promoviert.
Nach seinem Universitätsabschluss war er zunächst zeitweise als Justiziar für europäisches Umweltrecht in der Brüsseler Europavertretung von General Electric beschäftigt und legte nach dem Rechtsreferendariat am Kammergericht in Berlin beim Bundesministerium der Finanzen und bei der Europäischen Kommission in Brüssel 2007 sein zweites Examen ab. Danach war er bis 2012 am EU-Sitz als Lobbyist in der Funktion eines „Referenten für Industriepolitik und Ressourceneffizienz“ für den Interessenverband BDI/BDA German Business Representation Brussels tätig. Er ist Beamter des Europäischen Parlaments.
Peters ist verheiratet. Er ist seit 1995 Mitglied der katholischen Studentenverbindung K.D.St.V. Chursachsen Dresden.

## Politische Tätigkeit
Peters war in der Schüler Union aktiv, mit vierzehn trat er der Jungen Union (JU) in Hamburg bei, in Berlin-Mitte war er im Vorstand tätig. Zuletzt war er Vorsitzender der Berliner Jungen Union.
Während des Studiums war er im Ring Christlich-Demokratischer Studenten (RCDS) und saß für diesen im Studentenparlament. 1999 verklagten er und andere Studenten den ReferentInnenRat der Humboldt-Universität vor dem Verwaltungsgericht Berlin wegen Wahrnehmung des allgemeinpolitischen Mandats. 2000 wurde er auf der Politik-Plattform dol2day für Schüler und Studenten als „'General T' von der CIP, der Christdemokratischen Internet-Partei“, zum vierwöchigen „Internetkanzler“ gewählt, einer „Spielerei einer kleinen Gruppe innerhalb der riesigen Internetgemeinde“, wie die Zeitschrift Der Spiegel in Auswertung des Wahlergebnisses für „General T.“ meinte.
Für den Bundestag kandidierte Peters 2005 in Berlin als CDU-Kandidat ohne Erfolg. Er war Gründer der JU Auslandsverband Brüssel und ist seit März 2013 Vorsitzender des CDU-Verbandes Brüssel-Belgien.
Als Vorsitzender der Berliner Jungen Union trat er u. a. 2003 öffentlich für eine Verlängerung der Lebensarbeitszeit durch früheren Eintritt in den Beruf und einen späteren Renteneintritt („Rente ab 67“) ein. Er forderte einen „Systemwechsel“ von der paritätisch von Beschäftigten und Unternehmen finanzierten Rente zu einer, die allein und privat von den Beschäftigten finanziert werden müsse („private Vorsorge“). In der Bemerkung des CDU-Politikers Norbert Blüm, die Rente sei sicher, sah er „eine der größten Politikerlügen des letzten Jahrzehnts“. Er kritisierte die ehemalige Ausländerbeauftragte Barbara John (CDU), Rita Süssmuth (CDU) sowie die ehemalige Bundesausländerbeauftragte Marieluise Beck (Grüne) wegen ihrer Befürwortung des Kopftuchtragens im Öffentlichen Dienst, bezeichnete sie als „nützliche Idioten“ des fundamentalistischen Islam. Das sei „falsch verstandene Liberalität“. Er forderte John zum Rücktritt aus dem CDU-Landesvorstand auf. Auch wandte er sich gegen einen CDU-Ehrenvorsitz des ehemals Regierenden Bürgermeisters von Berlin, Eberhard Diepgen, da dieser im Berliner Bankenskandal ein schlechtes Licht auf die Partei geworfen habe.
2024 kandidierte Peters auf Platz 2 der Berliner CDU-Landesliste für das Europaparlament.

## Stimmen zu Schriften von Peters
In seiner Berliner Zeit als Funktionsträger der Jungen Union erfuhr Peters nach einem mehrseitigen Gastbeitrag in einem Zirkular der PDS mit Blick auf Einzelaspekte gelegentlich eine kritisch-freundliche Reaktion aus deren Spektrum (2004). So erklärte Peer Jürgens, dass sich Peters mit „Antifaschismus“ beschäftige, sei mit „Respekt“ zu sehen. Peters sei demnach von der „Mauer im Kopf“ befreit. Leider aber stelle er seine Analyse „auf brüchige Fundamente“ und lasse sich allzu sehr von dem „kalten Krieger“ Eckhardt Jesse leiten. Peters’ Demokratieverständnis beziehe auch alle formal-demokratisch auftretenden Parteien der extremen Rechten mit ein. Damit mache er sie „hoffähig“. Ein damaliger wissenschaftlicher Mitarbeiter der Rosa-Luxemburg-Stiftung sah in Peters keinen Wahlkämpfer, sondern den wissenschaftlichen Promovenden, der „mit Fleiß und hoher wissenschaftlicher Genauigkeit“ vorgehe, kritisierte aber zugleich, er wolle „den antifaschistisch orientierten Artikel Art. 139 [des Grundgesetzes] bedeutungslos machen“.
2006 publizierte Peters ein Buch, seine Dissertation. Dafür lassen sich vier Besprechungen nachweisen:
- Der Politikwissenschaftler Jürgen P. Lang vertrat 2006 im Deutschland Archiv die Ansicht, Peters’ Argumentation sei schlüssig und „gut nachvollziehbar“.[25]
- Der FAZ-Redakteur Reiner Burger erklärte 2006, Peters durchleuchte „erstmals“ umfassend „den Antifaschismus der PDS". Dabei komme er zu der Erkenntnis, eine Erneuerung des Antifaschismus habe dort ideologisch nicht stattgefunden und ihre Bündnispolitik“ bezwecke, einer politischen Isolation im deutschen Parteiensystem zu begegnen. Peters Forschungen hätten nun ergeben, die PDS stelle sich „als Verteidigerin des demokratischen Verfassungsstaates“ dar, wolle sich aber nur „schließlich“ mit Hilfe von Aktivitäten gegen den Rechtsextremismus eine „'kulturelle Hegemonie‘ verschaffen“.[26]
- In der Zeitschrift für Politikwissenschaft (so auch auf dem Portal für Politikwissenschaft) sprach der Rezensent Christian Zettl 2006 von einer „äußerst detaillierten Arbeit“, wenngleich ohne „Originalität auf methodischer Ebene“. Die Frage nach extremistischen Zügen der PDS werde nur am Rande kritisch reflektiert.[27]
- Im Jahrbuch Extremismus & Demokratie konstatierte 2007 André Brie aus dem Spektrum der damaligen PDS, dass Peters Buch trotz apologetischer Dominanz von Quellen aus dem Bereich der Extremismustheorie, die den Blick auf gemeinsame Züge, Wesensmerkmale und Erscheinungen von Links- und Rechtsextremismus verenge und so zwangsläufig die grundlegenden Differenzen ignoriere und relativiere, und trotz zu kurz gekommener empirischer Analyse von Primärquellen sowie einiger falscher Analysen und Schlussfolgerungen eine „gründliche und bedenkenswerte Arbeit“ darstelle. Sie könne auch und insbesondere für Kritiker seiner extremismustheoretischen Methode und seiner Schlussfolgerungen eine wichtige Grundlage konstruktiver Auseinandersetzungen mit der Geschichte und Gegenwart antifaschistischer Politik sein.[28]

In einem 2009 von der Jungen Union publizierten Beitrag zum Thema „politischer Extremismus“ sah der Herausgeber Philipp Mißfelder die Beiträge des Historikers Hubertus Knabe und Peters auf einem Qualitätsniveau: Beide leisteten sie „im besten Sinne Aufklärung über den Charakter der SED-Fortsetzungspartei 'Die Linke'“. Es entstehe „ein erschreckendes und bedrohliches Panorama einer uneinsichtigen, zerstörerischen politischen Kraft“, die sich im politischen System der Bundesrepublik immer fester etabliere und immer weiter auszubreiten drohe.

## Schriften
Monografie
- Der Antifaschismus der PDS aus antiextremistischer Sicht (= Forschung Politik). Mit einem Geleitwort von Eckhard Jesse. VS Verlag für Sozialwissenschaften, Wiesbaden 2006, ISBN 3-531-14775-7

Aufsätze
- mit Ulrich W. Schulte: Art. 2 Abs. 1 GG und das begrenzte Mandat verfasster Studentenschaften. Materiell-rechtliche Verfassungsfragen nach der 6. HRG-Novelle sowie zur Durchsetzung von Individualrechten. In: Wissenschaftsrecht. 36 (2003), 4, S. 325–343
- Der Antifaschismus der PDS. In: Uwe Backes, Eckhard Jesse (Hrsg.): Jahrbuch Extremismus & Demokratie. Nomos Verlag, Baden-Baden 2003, S. 177–193
- Wie demokratisch ist der Antifaschismus der PDS? Einige kritische Anmerkungen zur antifaschistischen Arbeit der Partei aus antiextremistischer Perspektive. In: PDS-Rundbrief. 2+3/2004, S. 43–50. (PDF)

Beiträge in Sammelbänden
- Antifaschismus und Sozialismus statt Demokratie und Marktwirtschaft. Extremistische Ansätze in der Gesellschafts- und Wirtschaftspolitik der Linkspartei.PDS. In: Eckhard Jesse, Hans-Peter Niedermeier (Hrsg.): Politischer Extremismus und Parteien (= Schriftenreihe der Gesellschaft für Deutschlandforschung. Band 92). Duncker & Humblot, Berlin 2007, ISBN 978-3-428-12596-8, S. 301–320
- Die Linke. In: Philipp Mißfelder (Hrsg.): Herausforderung politischer Extremismus. Unsere Demokratie festigen, Engagement stärken. Weiss, Monschau 2009, ISBN 978-3-923632-10-7, S. 52–60